# Euplectella
Euplectella Owen, 1841 è un genere di spugne marine della classe Hyalospongiae (o Spugne vitree).

## Descrizione
Le spugne di questo genere possiedono una struttura scheletrica composta da spicole silicee a sei raggi, connesse tra loro in una struttura a rete dall'aspetto vitreo, spesso di grande eleganza.
Il corpo di queste spugne è formato da due strati che racchiudono un mesoilo di collagene sottile ed elementi cellulari (archeociti, sclerociti, e coanoblasti)
Per la maggior parte sono a simmetria radiale, con lunghezza variabile da 7-10 cm a oltre 1 m.

## Distribuzione e habitat
Le specie di questo genere abitano gli oceani tropicali a profondità superiore ai 150 m.

## Sfruttamento da parte dell'uomo
Alcune specie di questo genere, in particolare l'Euplectella aspergillum (nota anche come Cestello di Venere) vengono raccolte ed essiccate a scopo decorativo.

## Tassonomia
Il genere Euplectella contiene le seguenti specie
- Euplectella aspera
- Euplectella aspergillum o spugna di vetro
- Euplectella crassistellata
- Euplectella cucumer
- Euplectella curvistellata
- Euplectella imperialis
- Euplectella jovis
- Euplectella marshali
- Euplectella nobilis
- Euplectella nodosa
- Euplectella oweni
- Euplectella regalis
- Euplectella simplex
- Euplectella suberea
- Euplectella timorensii